# Sofie Schjøtt

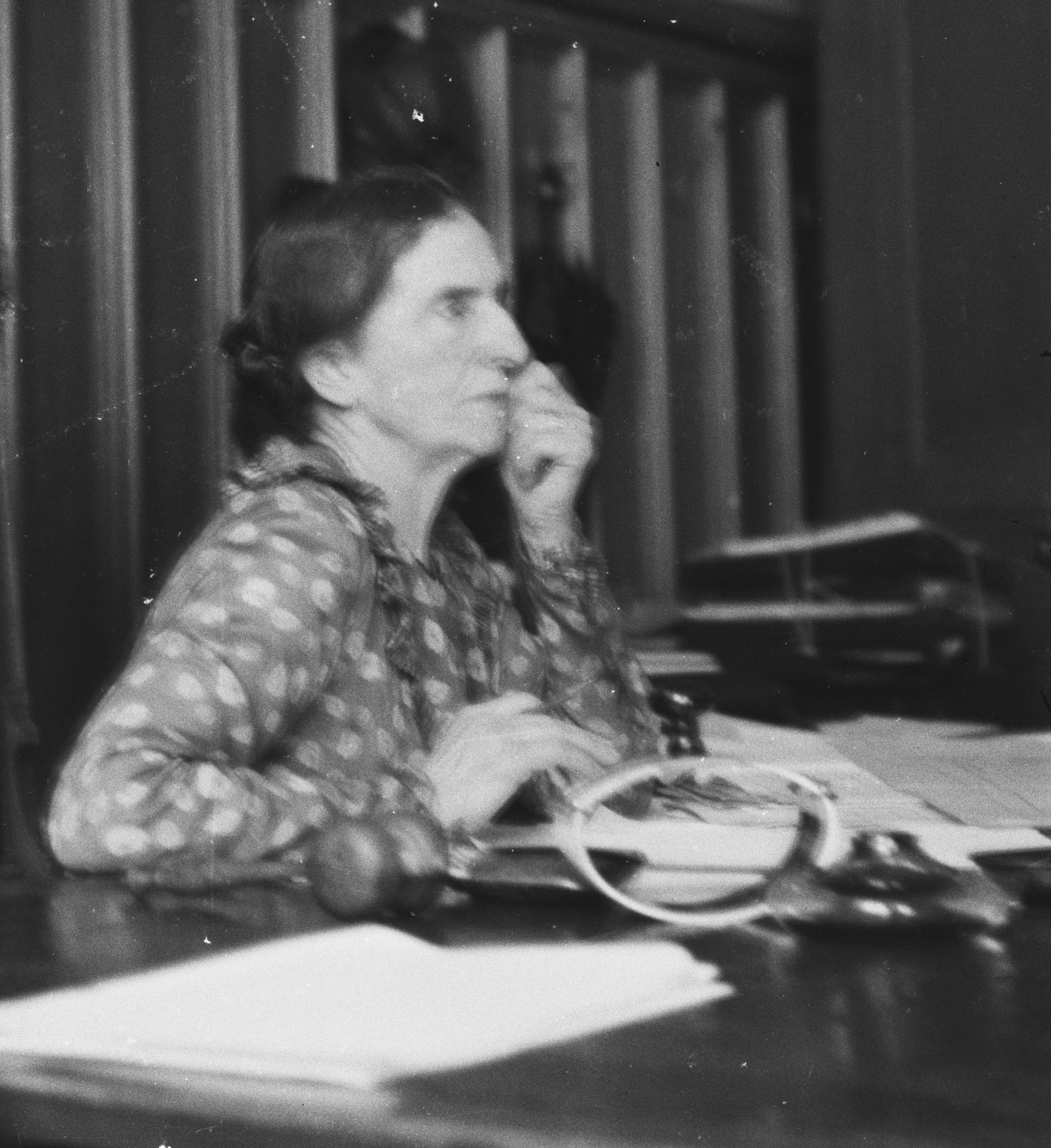
Sofie Schjøtt als Richterin 1935

Sofie Conradine Schjøtt (* 11. August 1871 in Aker; † 20. Januar 1950 in Oslo) war eine Pionierin des Frauenstudiums, Juristin und die erste Richterin Norwegens. Sie machte eine lange Karriere als Verwaltungsjuristin, bevor sie im Alter von fünfzig Jahren Richterin am Osloer Stadtgericht wurde.

## Leben

### Eltern und Geschwister
Sie war die zweite von vier Töchtern des Philologieprofessors Peter Olrog Schjøtt (1833–1926) und der Schriftstellerin Mathilde Schjøtt, geborene Dunker (1844–1926). Ihre Schwestern waren: Anna Theodora (* 1868), Julie Constance (* 1874) und Mathilde (* 1876). Die angesehene Familie hatte ihre Wohnung in Bogstadveien bzw. Frogner gade in Vestre Aker, das um 1890 nach Kristiania kjøpstad eingemeindet wurde. Ab der Volkszählung 1900 war die Wohnadresse Rosenborggaden 11.
Alle vier Töchter wurden berufstätig, nachdem sie zuvor studiert und akademische Abschlüsse erreicht hatten. Damit waren sie Pionierinnen des Frauenstudiums in Norwegen, das erst 1884 allgemein erlaubt worden war. Mathilde Schjøtt (1876–1959) war als Realschullehrerin Norwegens erste Beamtin. Auch Anna Theodora und Julie Constance arbeiteten als Lehrerinnen, letztere als Philologin an der Kristiansand katedralskole (Domschule Kristiansand).

### Karriere
Sofie Schjøtt legte 1890 ihr Abitur mit Vorzug (Examen artium som presetrist) an der Schule von Otto Anderssen in Kristiania ab und arbeitete anschließend ein Jahr als Hauslehrerin in Målselv. Danach nahm sie ein Jurastudium auf und schloss es 1896 mit dem cand. jur. ab. Im Folgejahr wurde sie als Verwaltungsjuristin (funksjonær) im Verteidigungsministerium angestellt und blieb dort zwanzig Jahre lang, zunächst in der Position eines ekstraskriver und ab 1903 als sekretær av 1. klasse. Ihr Abteilungsleiter Alf Collett war mit ihr sehr zufrieden: „Sie arbeitet ihre Fälle mit viel Geschick, Umsicht und Genauigkeit ab und ist außerdem eine geschickte und interessierte Juristin mit einem schnellen und scharfen Ruf. Schließlich ist sie sehr liebenswürdig und zuvorkommend.“ (zitiert bei)
Um 1900 durften Frauen in Norwegen nicht als Rechtsanwältinnen oder Richterinnen arbeiten. Der Norwegische Anwaltsverband bestand daher nur aus Männern, als er sich solidarisch zeigte und im Dezember 1901 öffentlich für die Zulassung der Frauen eintrat. Fünf Absolventinnen der Rechtswissenschaft, darunter Sofie Schjøtt, richteten daraufhin eine Petition an das Justizministerium. Mit dem Gesetz vom 20. Februar 1904 erhielten Frauen die Zulassung als Anwältinnen (sakfører) und zwar auch für den Obersten Gerichtshof (høyesterettsadvokat). Und mit dem Gesetz vom 9. Februar 1912 durften sie in staatlichen Ämtern, darunter auch als Richterinnen, beschäftigt werden.
Sofie Schjøtt wurde 1916 zur Büroleiterin im Marineamt befördert. Im Zusammenhang damit übernahm sie die Redaktion des Departementsbladet. Organ for regjeringskontorenes funktionærer (Ministeriumszeitschrift, Organ für Regierungsbeamte). In dieser Funktion war sie ab Juli 1917, und zwar zusammen mit A. Th. Kiær und O. Midtskaug.

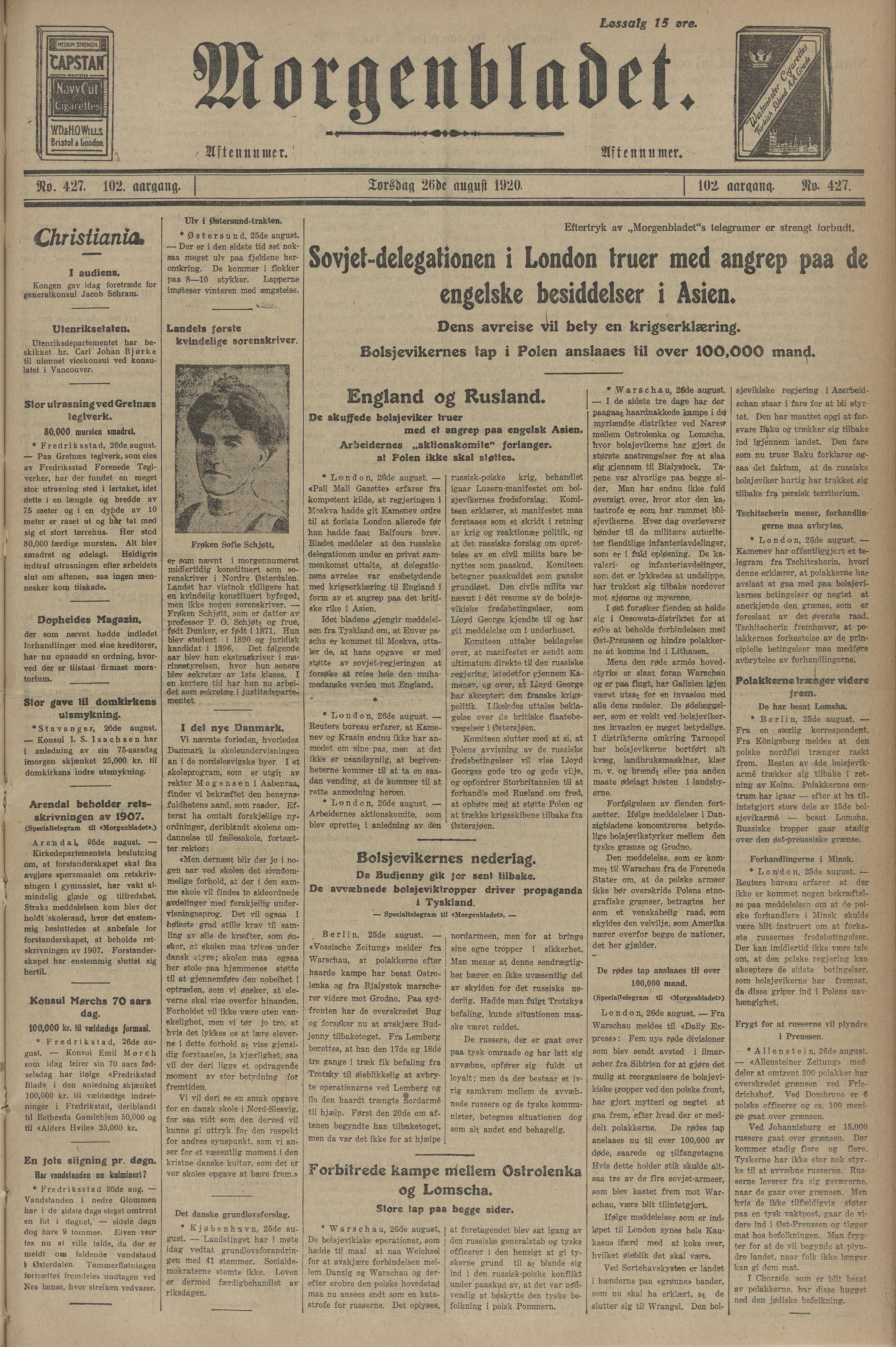
Morgenbladet, 26. August 1920: Sofie Schjøtt, erste Richterin des Landes

A. Th. Kiær und Sofie Schjøtt verließen nach der ersten Nummer 1919 die Redaktion, um als Richter bzw. dessen Stellvertreterin nach Tynset zu gehen. Im Folgejahr wurde Sofie Schjøtt sekretær im Justizministerium. Am 26. August 1920 berichtete das Morgenbladet mit einem Foto über „Die erste Richterin des Landes“: „Wie in der Morgenausgabe erwähnt, ist Fräulein Sofie Schjøtt vorübergehend als Richterin in Nordre Østerdalen tätig. In der Gemeinde gab es bisher eine Stadtvogtin, aber keine Richterin.“
Erst als 50-Jährige erreichte Sofie Schjøtt eine dauerhafte Anstellung als Richterin, und zwar am Stadtgericht (byrett) in Kristiania. 1921 wurde sie ekstraordinær assessor und 1926 ordinær assessor, was sie bis zu ihrer Pensionierung 1936 blieb.
Sofie Schjøtt blieb unverheiratet und lebte mit ihrer Schwester Anna bei ihren Eltern auf Rosenborggaden 11.

### Würdigung
Anlässlich ihres 60. Geburtstags am 11. August 1931 wurde Sofie Schjøtt von Tidens Tegn in einem Artikel wieder mit einem Foto als „Norwegens erster weiblicher Richter“ geehrt: „Die Ernennung von Frau Schjøtt wurde mit großer Skepsis aufgenommen, da selbst konservative Juristen glaubten, dass sie den Respekt vor dem Gericht untergraben würde. Aber Frau Schjøtt hat sowohl ihre eigene Position als auch die des Gerichts gerettet – Frau Schjøtt hat sich in den 10 Jahren, die sie am Osloer Stadtgericht tätig ist, als hervorragend geeignet für das Richteramt erwiesen und genießt sowohl bei ihren Kollegen als auch bei den prozessführenden Anwälten höchstes Ansehen.“ (zitiert bei)
Über ihren Tod berichteten am 26. Januar 1950 zahlreiche Tageszeitungen, die freilich fast alle nur die (auf den 25. datierte) NTB-Meldung abdruckten. Im Morgenbladet jedoch würdigte Nikolai Hoff seine Kollegin: „Auch in rein persönlicher Hinsicht war Sofie Schjøtt eine würdige Vertreterin der gebildeten Frauen ihrer Generation. […] Sie war streng in ihren Ansprüchen an sich selbst, aber nachsichtig in ihrem Urteil über andere. […] Für uns Richter am Stadtgericht war sie die liebenswürdigste Kollegin.“(zitiert bei)

## Verwandtschaft mit der Familie Hansteen
Sofie Schjøtts Urgroßmutter Conradine Dunker war eine geborene Hansteen und deren Nachfahren sind eine sehr verzweigte Familie, deren Mitglieder (und ihre Ehepartner) oftmals durch literarische, philologische, künstlerische, politische oder pädagogische Aktivitäten prominent geworden sind. Viele Frauen waren literarisch und für die Frauenrechte tätig: Sofies Mutter Mathilde Schjøtt, ihre Großtante Vilhelmine Ullmann und die entfernter verwandten Ragna Nielsen und Aasta Hansteen. Großvater Bernhard Dunker war politisch tätig, Onkel Steinar Schjøtt (1844–1920) pädagogisch, Cousin Jens Dunker (1892–1981) war Architekt.

## Werke

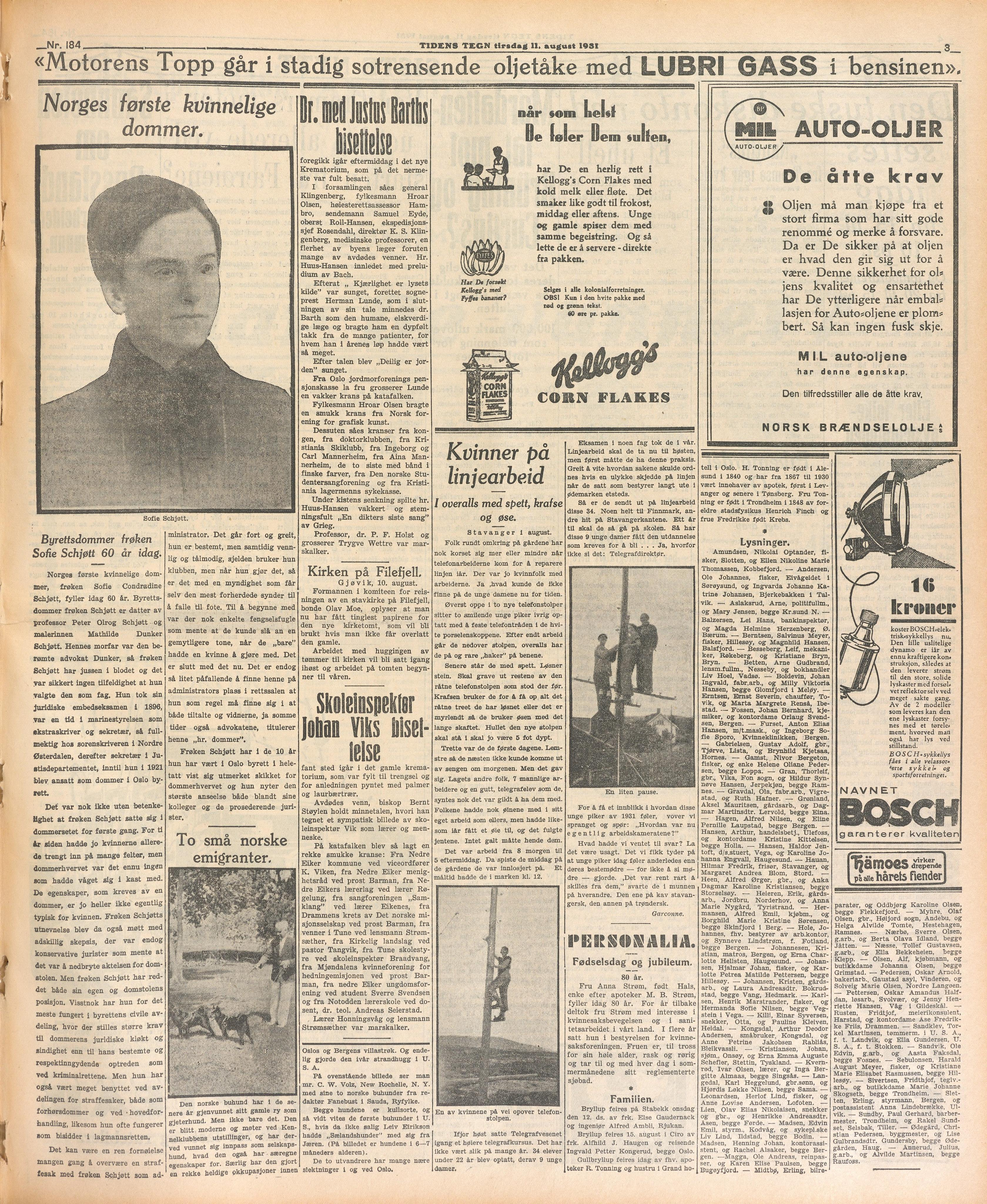
Tidens Tegn, 11. August 1931, Seite 3: Norwegens erster weiblicher Richter

- Retslige forhold i hjemmet. (Rechtsangelegenheiten im Haushalt.) in: Sophus Torup (Hrsg.): Husmoderens haandbøger. Hf. 4–5, Kristiania 1900.